# پروتئین کیناز

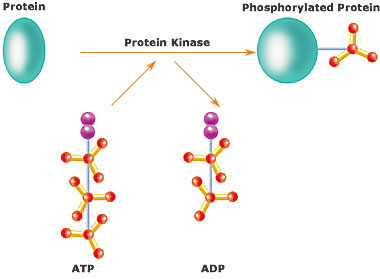
Protein phosphorylation

پروتئین کیناز (انگلیسی: Protein kinase) یک گروه مهم از آنزیمهای کیناز است که پروتئینها را با افزودن گروه فسفات فسفوریله می‌کند.
پروتئین کینازها آنزیمهای مهمی هستند و بیش از پانصد ژن در انسان (۲٪ کل ژنوم) تولید پروتئین کینازها را کد می‌کنند و بیش از سی درصد پروتئینهای بدن تحت تاثیر این آنزیمها فسفوریله می‌شوند.